# Златар (занимање)
 Златар као занимање је реч у српском језику која је појам за више сличних послова (делатности):
- Мајстор, Златар занатлија, у радионици који се бави производњом, поправком па и продајом накита од злата и других племенитих метала.
- Радник у продавници који се бави продајом златних предмета и накита.
- Радник који ради у фабрици или већој радионици за производњу и прераду злата и племенитих метала.